# Вата, Фатмир
Фатмир Вата (родился 20 сентября 1971 года в Решене) — албанский футболист и тренер.

## Карьера игрока
Атакующий полузащитник Вата начал свою футбольную карьеру в 1990 году в албанском «31 Коррику». На более высоком уровне он заиграл через три года в «Самоборе», Хорватия, затем в 1995 году он перешёл в «Славен Белупо», а в 1999 году стал игроком «Вуковар 91». В сезоне 1999/2000, он присоединился к немецкому клубу из второго дивизиона «Вальдхоф», а позже перешёл в «Арминия Билефельд» в 2001 году. В сезоне 2002/03 его клуб вышел в Бундеслигу, но Вата в элите не играл. В 2004 году он снова стал выходить на поле.
Вата стал албанским футболистом года в 2004 году, но больше не играл в албанской сборной из-за личных разногласий с Хансом-Петером Бригелем (всего провёл 17 матчей). Вата подкупил «Арминию» своим боевым духом и готовностью играть. Он имеет репутацию симулянта, поэтому многим противникам, чтобы остановить его в штрафном, приходилось действовать осторожно. Вата был также одним из самых травматичных игроков в лиге. Однако после серьёзной травмы до начала сезона 2006/07 (разрыв передней крестообразной связки) он выбыл из основного состава. Он не получал игровой практики под руководством тренера Эрнста Миддендорпа, не играл за клуб в сезоне 2007/08 и был уволен, «Арминия», несмотря на контракт до 2008 года, разорвала с ним договор, Вата стал свободным агентом. Свой последний гол за «Арминию» он забил в 33 туре сезона 2006/07 в домашнем матче против «Ганновера» (3:1). В сезоне 2007/08 Вата присоединился к «Кобленцу», где он снова встретился со своим бывшим тренером по «Арминии», Уве Рапольдером. Вата играл в «Кобленце» до 2009 года. 27 августа он перешёл в третьелиговый «Вупперталь». Контракт был подписан до середины 2010 года. Вата принёс большую пользу клубу, но не смог помешать его понижению. Контракт с «Вупперталем» не был продлён.
После окончания карьеры в конце 2010 года Фатмир Вата занял должность консультанта. 27 октября 2013 года Вата объявил о своём возвращении в футбол, его новым клубом стал «Бофцен 08». На следующий день в возрасте 42 лет он дебютировал в матче региональной лиги Ганновера против «Хальвесторфа».

## Карьера тренера
1 июля 2016 года Вата сменил Хайко Бонана на посту тренера «Гютерсло 2000» из Оберлиги Вестфален. В сезоне 2016/17 он занял с клубом десятое место в таблице.

## Личная жизнь
Фатмир Вата женат и имеет двух сыновей. Он живёт со своей семьей в Билефельде. В связи с исторической победой над сборной Турции Вата и все его товарищи по сборной имеют юридически действительные дипломатические паспорта.